# Ulica Vlastimila Hofmana w Krakowie
Ulica Vlastimila Hofmana – ulica w Krakowie, w dzielnicy VII Zwierzyniec, na Zwierzyńcu.
Łączy ulicę Królowej Jadwigi z aleją Mieczysława Małeckiego. Jest jednojezdniowa.

## Historia

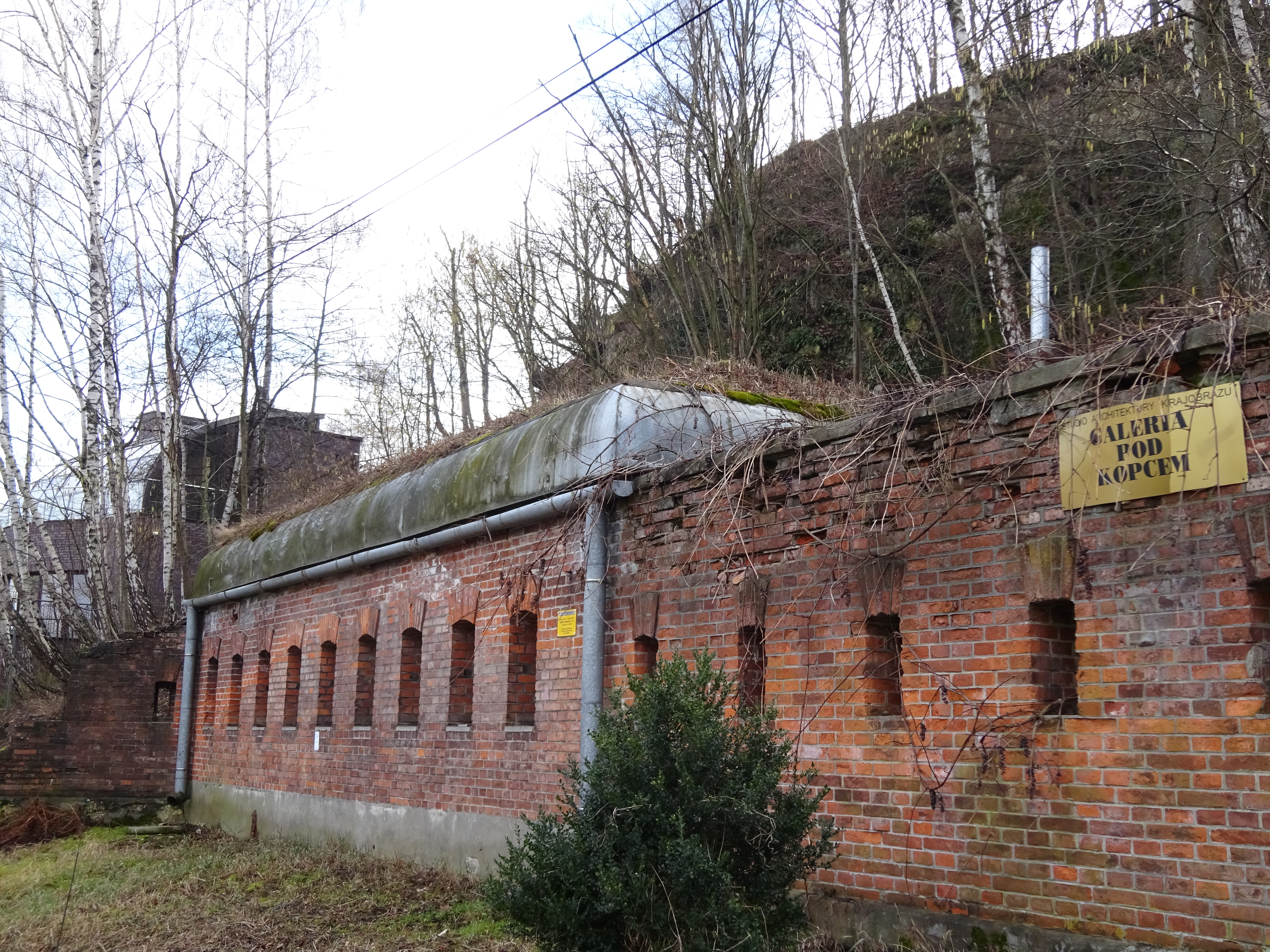
Ostróg bramny 3B Fortu Cytadelowego 2 „Kościuszko” przy ul. V. Hofmana

Ulica w obecnym kształcie została wytyczona w latach sześćdziesiątych XIX wieku jako droga dojazdowa, ze względów strategicznych poprowadzoną serpentyną do fortyfikacji fortu cytadelowego 2 „Kościuszko”, otaczających kopiec Kościuszki.
W 1912 roku Rada Miasta Krakowa nadała ulicy nazwę ul. Lasoty, a w 1926 roku przemianowano ją na ul.Spadzistą. Nazwa umotywowana była jej spadzistym położeniem. W 1973 roku ulica otrzymała imię Vlastimila Hofmana, polskiego malarza, przedstawiciela symbolizmu. Nazwa ta została uzasadniona tym, że dawniej przy ul. Hofmana znajdował się tylko jeden dom – własność Vlastimila Hofmana.

## Zabudowa
- nr 13 – Willa Vlastimila Hofmana
- nr 15 – willa, 1914.
- nr 17 – willa. Projektował Tadeusz Stryjeński, Franciszek Mączyński, 1910.
- nr 20 – dom, 1913.
- nr 23 – mury obronne forty cytadelowego 2 „Kościuszko”, 1909.
- nr 30 – dom, 1925.
- nr 32 – willa, 1939.
- szaniec fortu cytadelowego 2 „Kościuszko”, 1854–1855.

Opracowano na podstawie źródła: Gminnej ewidencji zabytków – Kraków.